# جاناتان گوردون
جاناتان گوردون (انگلیسی: Jonathan Gordon) یک تهیه‌کننده اهل ایالات متحده آمریکا است.